# Loholt
Loholt var en son till kung Artur som nämns i vissa medeltida versioner av Arturlegenden. Han beskrivs som en god riddare. I en medeltida roman som heter Perlesvaus, och i vissa senare berättelser som bygger på den, blir Loholt mördad av sir Kay.
I Perlesvaus är Loholt son till drottning Guinevere, som enligt denna variant dör av sorg när han dör. I andra verk där Loholt är med är han i allmänhet Arturs oäkta son med en kvinna som heter Lionors.